# Jhalawar
Jhalawar (Hindi: झालावाड़, Jhālāvāṛ) ist ein Ort mit etwa 67.000 Einwohnern (Zensus 2011) im indischen Bundesstaat Rajasthan. Er ist Hauptstadt des Verwaltungsdistrikts Jhalawar.
Der Fluss Kali Sindh fließt östlich an der Stadt vorbei.
Die nationale Fernstraße NH 12 (Kota–Bhopal) verläuft durch Jhalawar.
Jhalawar war Hauptstadt des früheren Fürstenstaates Jhalawar.
4 km nördlich der Stadt befindet sich die Festung Gagron am Ufer des Kali Sindh.